# Sagi Burton
Osagyefo Lenin Ernesto Burton-Godwin, besser bekannt als Sagi Burton (* 25. November 1977 in Birmingham), ist ein ehemaliger englischer Fußballspieler, der auch die Staatsbürgerschaft von St. Kitts und Nevis besitzt.
Seine Karriere, die unter anderem bei Crystel Palace und FC Barned seinen Lauf fand, war erfolgreich, weshalb er auch in die Auswahl von St. Kitts und Nevis ernannt wurde. 

## Karriere

### Verein
Burton gehörte ab der Saison 1994/95 Crystal Palace an. In der Saison 1997/98 der Premier League bestritt er zwei Spiele und im Juni 1998 kam er noch zu einem Kurzeinsatz im UI Cup. Nach der Saison 1998/99 wechselte er zu Colchester United und für die nächsten paar Monate zu Sheffield United. Mitte Januar 2000 wechselte er nach Port Vale, in die damals drittklassige Second Division und kam auf wenige Einsätze.
Im August 2002 verpflichtete ihn Crewe Alexandra. Er spielte anschließend bei Peterborough United. Hier kam er in der Second Division sowie später der League Two zu einigen Einsätzen und wurde anfangs fast zum Stammspieler. Im Januar 2006 wechselte er zu Shrewsbury Town. Auch hier kam er wieder häufig zum Einsatz. Nach der Niederlage in den Playoffs der Saison 2006/07, wo er kaum Einsatzzeit bekam, verließ er Shrewsbury Town.
Beim FC Barnet kam er über die Saison 2007/08, bis auf Januar und Februar 2008, in fast jedem Spiel über die vollen 90 Minuten zum Einsatz. Zur Saison 2008/09 schloss er sich Rushden & Diamonds an. Bereits nach elf Spielen einigte er sich mit dem Verein auf eine Vertragsauflösung und beendete seine Karriere.

### Nationalmannschaft
Er hatte seinen ersten Einsatz für die Nationalmannschaft von St. Kitts und Nevis am 2. Juni 2004 während eines Freundschaftsspiels gegen Nordirland. Bei der 0:2-Niederlage stand er in der Startelf und wurde in der 55. Minute für Toussaint Riley ausgewechselt. Danach folgten noch zwei Einsätze während der Qualifikation für die Weltmeisterschaft 2006, jeweils im Hin- und Rückspiel gegen Barbados. 